# Peteršiljev pokol
Peteršiljev pokol (med Dominikanci občasno tudi El Corte (»Rezanje«), med Haitijci pa Kouto-a (»Nož«)) je bil genocid oktobra leta 1937. S podporo vlade Dominikanske republike je po izrecnem ukazu predsednika Rafaela Trujilla, ki je zahteval likvidacijo Haitijcev, ki so živeli na obmejnih območjih države, izbruhnilo petdnevno nasilje, ki je skupno zahtevalo življenja okoli 20.000 haitijskih civilistov.

## Izvor imena
Naziv »Peteršiljev pokol« izvira iz šiboleta, ki so ga po Trujillevem ukazu dominikanski vojaki uporabili za določanje etnične pripadnosti obmejnega prebivalstva. Slednji so pred domačini pridržali šop peteršilja (šp. perejil) ter jih vprašali, kaj držijo v rokah. Ker Francozi in Haitijski Kreolci r izgovorijo kot [ʁ], so imeli haitijski priseljenci pri izgovorjavi španskega [ɾ] veliko težav. Dominikanci so tako prišli do zaključka, da so tisti, ki perejil izgovarjajo z [ɾ]-jem, njihovi rojaki in svobodni ljudje, vsi tisti, ki pa omenjene besede niso sposobni izgovoriti po njihovo, pa Haitijci, ki jih je treba ubiti.

## V množični kulturi
- Roman Edwidge Danticat The Farming of Bones (»Vzgoja kosti«) opisuje beg Haitijcev iz Dominikanske republike po pokolu in razcvetu antihaitianizma. Prav tako ena njegovih kratkih zgodb, Nineteen Thirty-Seven (»Devetnajsto Triinsedemdeset«) omenja »Reko Pokol«, ki razmejuje Haiti in Dominikansko republiko in ob kateri je ubita protagonistova babica.[5]
- Rita Dove je v pokolu našla navdih za svojo pesem Parsley (»Peteršilj«).[6]
- Skupaj z drugimi incidenti med obdobjem Trujilleve vladavine je pokol predmet knjige The Brief Wondrous Life of Oscar Wao (»Kratko čudovito življenje Oscarja Waa«) dominikansko-ameriškega pisca Junota Díaza.
- Izmišljena Haitijka po imenu Chucha v delu How The Garcia Girls Lost Their Accents (»Kako so Garcijeve deklice izgubile svoje naglase«) avtorice Julie Alvarez ubeži Peteršiljevemu pokolu.
- V romanu Massacre River (»Reka Pokol«) haitijski pisec René Philoctète opisuje zgodbo pokola skozi pripoved Dominikanca, ki je poskušal rešiti svojo haitijsko ženo.[7]
- Pokol je prav tako v središču romana General Sun, My Brother (»General Sonce, brat moj«) avtorja Jacquesa Stephena Alexisa iz leta 1955.